# Moszczenica Poduchowna
Moszczenica Poduchowna – część wsi Moszczenica w Polsce, położona w województwie łódzkim, w powiecie piotrkowskim, w gminie Moszczenica.
W latach 1975–1998 Moszczenica Poduchowna administracyjnie należała do województwa piotrkowskiego.